# Хуго Фугер фон Кирхберг-Вайсенхорн
Хуго Фугер фон Кирхберг-Вайсенхорн (на немски: Hugo Graf zu Kirchberg und Weissenhorn; * 7 ноември 1589; † 1627) е граф на Фугер-Вайсенхорн.

## Произход
Той е третият син на фрайхер Филип Едуард Фугер (1546 – 1618, Аугсбург) и съпругата му Магдалена фон Кьонигсег († 1592/1597), дъщеря на фрайхер Йохан Якоб фон Кьонигсег († 1567) и Елизабет фон Монфор-Ротенфелс-Васербург († сл. 1556), дъщеря на граф Хуго XVI (XIV) фон Монфор-Ротенфелс-Васербург († 1584). Внук е на фрайхер граф Георг Фугер фон Кирхберг и Вайсенхорн (1518 – 1569) и Урсула фон Лихтенщайн († 1573). По-малък брат е на граф Фридрих Фугер фон Кирхберг-Вайсенхорн (1586 – 1654) и Карл Албрехт Фугер фон Кирхберг-Вайсенхорн (1587 – 1642, Залцбург), каноник в Констанц и Залцбург.
През 1580 г. баща му Филип Едуард и брат му Октавиан Секундус Фугер (1549 – 1600) основават търговската банка „Георг Фугерше' Ербен“ („Георг Фугер' наследници“).

## Фамилия
Хуго Фугер фон Кирхберг-Вайсенхорн се жени на 15 октомври 1618 г. за фрайин Мария Юлиана Фьолин фон Фрикенхаузен (* 16 декември 1594; † 18 март 1653, Вайсенхорн), дъщеря на Карл Фьолин фон Фрикенхаузен, господар на Илертисен (1562 – 1599, Аугсбург) и Мария Рот фон Бусмансхаузен (1569 – 15 април 1618, Илертисен). Те имат четири деца:
- Мария Магдалена Фугер фон Кирхберг-Вайсенхорн (* 11 август 1621, Вайсенхорн; † 17 септември 1671, Гюнцбург), омъжена на 5 юли 1644 г. в Гюнцбург за фрайхер Файт Ернст I фон Рехберг (* 1596; † 4 юли 1671)
- Карл Филип Фугер фон Кирхберг-Вайсенхорн (* 1622; † 1654), женен 1648 г. за маршалка Маргарета Урсула фон Папенхайм
- Албрехт Фугер фон Кирхберг-Вайсенхорн (* 12/17 ноември 1624; † 10 ноември 1692, Кирхберг), граф, женен I. на 8 август 1650 г. във Вайсенхорн за графиня Мария Франциска Фугер фон Кирхберг-Вайсенхорн (* 12 август 1629, Мюнхен; † 12 юли 1673), II. на 5 август 1674 г. за Мария Доротея фон Шаумбург (* пр. 11 януари 1642; † 18/28 септември 1691)
- Франциска Фугер фон Кирхберг-Вайсенхорн (* 29 декември 1625; † 8 април 1672, погребана в Остерберг), омъжена на 18 септември или октомври 1645 г. в Гюнцбург за Бернхард Беро III фон Рехберг (* 29 декември 1625; † 1667), фрайхер на Рехберг-Остерберг